# BMW Open 1998 (Badminton)
Die BMW Open 1998 im Badminton fanden im Dezember 1998 in Saarbrücken statt.

## Medaillengewinner
| Disziplin    | Gold                                    | Silber                  | Bronze                                     |
| ------------ | --------------------------------------- | ----------------------- | ------------------------------------------ |
| Herreneinzel | Yong Yudianto                           |                         |                                            |
| Herreneinzel | Yong Yudianto                           |                         |                                            |
| Dameneinzel  | Karolina Ericsson                       | Karina de Wit           | Judith Meulendijks                         |
| Dameneinzel  | Karolina Ericsson                       | Karina de Wit           | Heike Schönharting                         |
| Herrendoppel | Michael Keck Christian Mohr             |                         | Dharma Gunawi Rolf Monteiro                |
| Herrendoppel | Michael Keck Christian Mohr             |                         |                                            |
| Damendoppel  | Judith Meulendijks Erica van den Heuvel | Nicol Pitro Anika Sietz | Nicole Grether Karen Stechmann             |
| Damendoppel  | Judith Meulendijks Erica van den Heuvel | Nicol Pitro Anika Sietz |                                            |
| Mixed        | Michael Keck Nicol Pitro                |                         | Norbert van Barneveld Erica van den Heuvel |
| Mixed        | Michael Keck Nicol Pitro                |                         |                                            |

## Finalergebnisse
| Disziplin    | Sieger                                  | Finalist                | Ergebnis         |
| ------------ | --------------------------------------- | ----------------------- | ---------------- |
| Herreneinzel | Yong Yudianto                           |                         |                  |
| Dameneinzel  | Karolina Ericsson                       | Karina de Wit           | 2–11, 11–6, 11–4 |
| Herrendoppel | Michael Keck Christian Mohr             |                         |                  |
| Damendoppel  | Judith Meulendijks Erica van den Heuvel | Nicol Pitro Anika Sietz | 9–15, 15–3, 15–6 |
| Mixed        | Michael Keck Nicol Pitro                |                         |                  |